# Бландфорд Форъм
Бландфорд Форъм (на английски: Blandford Forum), често наричан само Бландфорд, е град в централната част на област (графство) Дорсет, регион Югозападна Англия. Той е административен център на община Северен Дорсет. Населението на града към 2010 година е 9190 жители.
Селището е забележително със своята „джорджианска архитектура“ (1720 – 1840). На около 2 километра в североизточна посока се намира военната база „Бландфорд“.

## География
Бландфорд Форъм е разположен по поречието на река Стоур в югоизточната част на долината наречена „Блекмор Вейл“. В непосредствена близост южно от града, отвъд река Стоур е разположено селото Бландфорд Сейнт Мери, което макар и градоустройствено и социално свързано с града, запазва своята административна самостоятелност. На разстояние около 25 километра в югоизточно направление се намира силно урбанизираната територия на югоизточен Дорсет, наричана агломерация Борнмът-Пул, образувана по крайбрежието на протока Ла Манш.

## Население
Долната таблица показва развитието на населението на Бландфорд Форъм за период от приблизително един век:
| Населението на Бландфорд Форъм за периода 1931 – 2010 година |      |      |      |      |      |      |      |      |
| година                                                       | 1931 | 1941 | 1961 | 1971 | 1981 | 1991 | 2001 | 2010 |
| население                                                    | 3370 | 3670 | 3570 | 3650 | 3920 | 7850 | 8760 | 9190 |
| Население: 1921 – 2010                                       |      |      |      |      |      |      |      |      |

## Райониране
Бландфорд Форъм е разделен на 5 района (квартали). Селото Бландфорд Сейнт Мери, с население от 1230 жители, макар и урбанистично част от града не се включва в градското райониране.
Райони (квартали) на града:
| район                           | на английски                  | население (2001) |
| ------------------------------- | ----------------------------- | ---------------- |
| Бландфорд Деймъри Даун          | Blandford Damory Down         | 1890             |
| Бландфорд Хилтоп                | Blandford Hilltop             | 1265             |
| Бландфорд Лангтън Сейнт Леонард | Blandford Langton St Leonards | 1853             |
| Стар град                       | Blandford Old Town            | 1637             |
| Бландфорд Стейшън               | Blandford Station             | 2108             |